# Prima Categoria Basilicata 1959-1960
Il campionato di calcio di Prima Categoria 1959-1960 è stato il massimo torneo dilettantistico di quell'annata. A carattere regionale, fu il primo con questo nome dopo la riforma voluta da Zauli del 1958.
I campioni regionali venivano promossi in Serie D, ma era facoltà della Lega Nazionale Semiprofessionisti di respingere le nuove entranti qualora non rispondessero ai suoi criteri finanziari ed infrastrutturali: fu proprio il caso dei campioni lucani dell'Invicta che furono depennati dalle promuovende a causa delle scarse possibilità della società, unita alla presenza di un'altra squadra di Potenza già affiliata alla Lega di Firenze.

## Girone unico

### Squadre partecipanti
| Squadra               | Città (provincia)       | Stagione precedente             |
| --------------------- | ----------------------- | ------------------------------- |
| U.S. Aviglianese      | Avigliano (PZ)          |                                 |
| U.S. Bernalda         | Bernalda (MT)           |                                 |
| A.S. Ferrandina       | Ferrandina (MT)         |                                 |
| A.S. Genzano          | Genzano di Lucania (PZ) | 1º posto in Seconda Categoria M |
| U.S. Montecalvo       | Pescopagano (PZ)        |                                 |
| Leonessa              | Melfi (PZ)              | 2º posto in Seconda Categoria I |
| U.S. Libertas Invicta | Potenza                 |                                 |
| Marsico               | Marsico Nuovo (PZ)      |                                 |
| Pol. Matera           | Matera (MT)             |                                 |
| Pol. Orazio Flacco    | Venosa (PZ)             |                                 |
| A.S. Real Potenza     | Potenza                 |                                 |
| C.S. Vultur           | Rionero in Vulture (PZ) |                                 |

### Classifica finale
|  | Pos. | Squadra             | Pt       | G  | V  | N | P  | GF | GS | DR  |
|  | ---- | ------------------- | -------- | -- | -- | - | -- | -- | -- | --- |
|  | 1.   | Libertas-Invicta    | 27       | 16 | 12 | 3 | 1  | 47 | 11 | +36 |
|  | 2.   | Bernalda            | 24       | 16 | 10 | 4 | 2  | 32 | 11 | +21 |
|  | 3.   | Montecalvo          | 23       | 16 | 11 | 1 | 4  | 36 | 19 | +17 |
|  | 4.   | Real Potenza        | 22       | 16 | 10 | 2 | 4  | 25 | 11 | +14 |
|  | 5.   | Matera              | 18       | 16 | 8  | 2 | 6  | 27 | 25 | +2  |
|  | 6.   | Vultur Rionero (-1) | 12       | 16 | 6  | 1 | 9  | 22 | 33 | -11 |
|  | 7.   | Leonessa (-1)       | 10       | 16 | 5  | 1 | 10 | 29 | 39 | -10 |
|  | 8.   | Marsico             | 2        | 16 | 1  | 0 | 15 | 6  | 35 | -29 |
|  | 9.   | Orazio Flacco (-1)  | 0        | 16 | 0  | 0 | 16 | 2  | 47 | -45 |
|  | --   | Aviglianese         | Ritirato |    |    |   |    |    |    |     |
|  | --   | Ferrandina          | Ritirato |    |    |   |    |    |    |     |
|  | --   | Genzano             | Ritirato |    |    |   |    |    |    |     |

Legenda:
      Ammesso alle finali interregionali.
      Retrocesso in Seconda Categoria.
  Retrocesso e in seguito riammesso.
      Ritirato dal campionato e retrocesso.
Regolamento:
Due punti a vittoria, uno a pareggio, zero a sconfitta.
Pari merito in caso di pari punti.
Note:
Vultur Rionero, Leonessa e Orazio Flacco Venosa hanno scontato 1 punto di penalizzazione in classifica per una rinuncia.
- Libertas-Invicta ammessa alla finali interregionali ma rigettata dalla Lega Semiprofessionisti causa limiti societari.[1]

### Libri
- Carlo Maglia, Il calcio dilettantistico lucano 1920-1992 - fatti immagini dati, Napoli, Rocco Curto Editore, 1993,  Vol. I.

### Giornali
- Archivio della Gazzetta dello Sport, anni 1959 e 1960, consultabile presso le Biblioteche:
  - Biblioteca Nazionale Braidense di Milano;
  - Biblioteca Nazionale Centrale di Firenze;
  - Biblioteca Nazionale Centrale di Roma;
  - Biblioteca Civica Berio di Genova;
  - e presso Emeroteca del C.O.N.I. di Roma (non è online ma è da consultare in sede).